# Арх (приток Сарытага)
Арх (устар. Арг, в верхнем течении Казнок) — река протекающая по территории Айнинского района Согдийской области Таджикистана. Левый и самый крупный приток реки Сарытаг впадающий в него в 5 км от устья (бассейн Фандарьи).
Длина — 19 км. Площадь водосбора — 144 км². Количество рек протяжённостью менее 10 км расположенных в бассейне Арх — 15, их общая длина составляет 34 км.